# Diospyros nigra
Diospyros nigra, Caqui Chocolate o Caqui Negro llamado comúnmente zapote negro, pero no es un Zapote. Es una especie arbórea, de frutos comestibles, de la familia Ebenaceae. Anteriormente se conocía bajo el sinónimo Diospyros digyna.

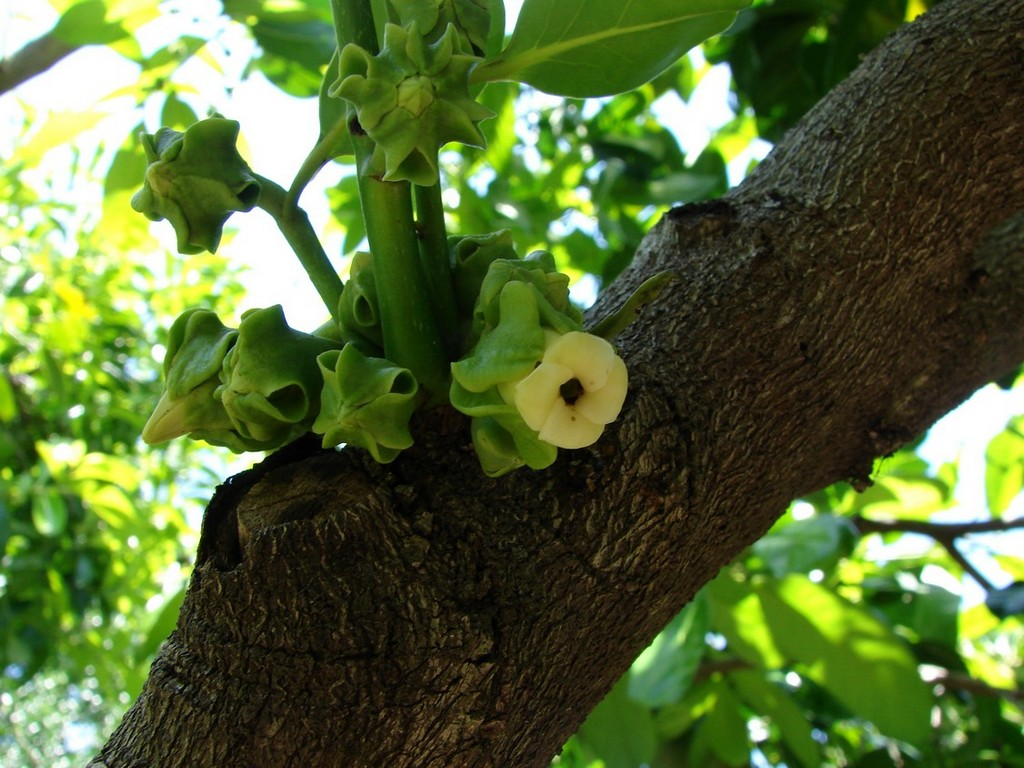
Flores abierta y en prefloración

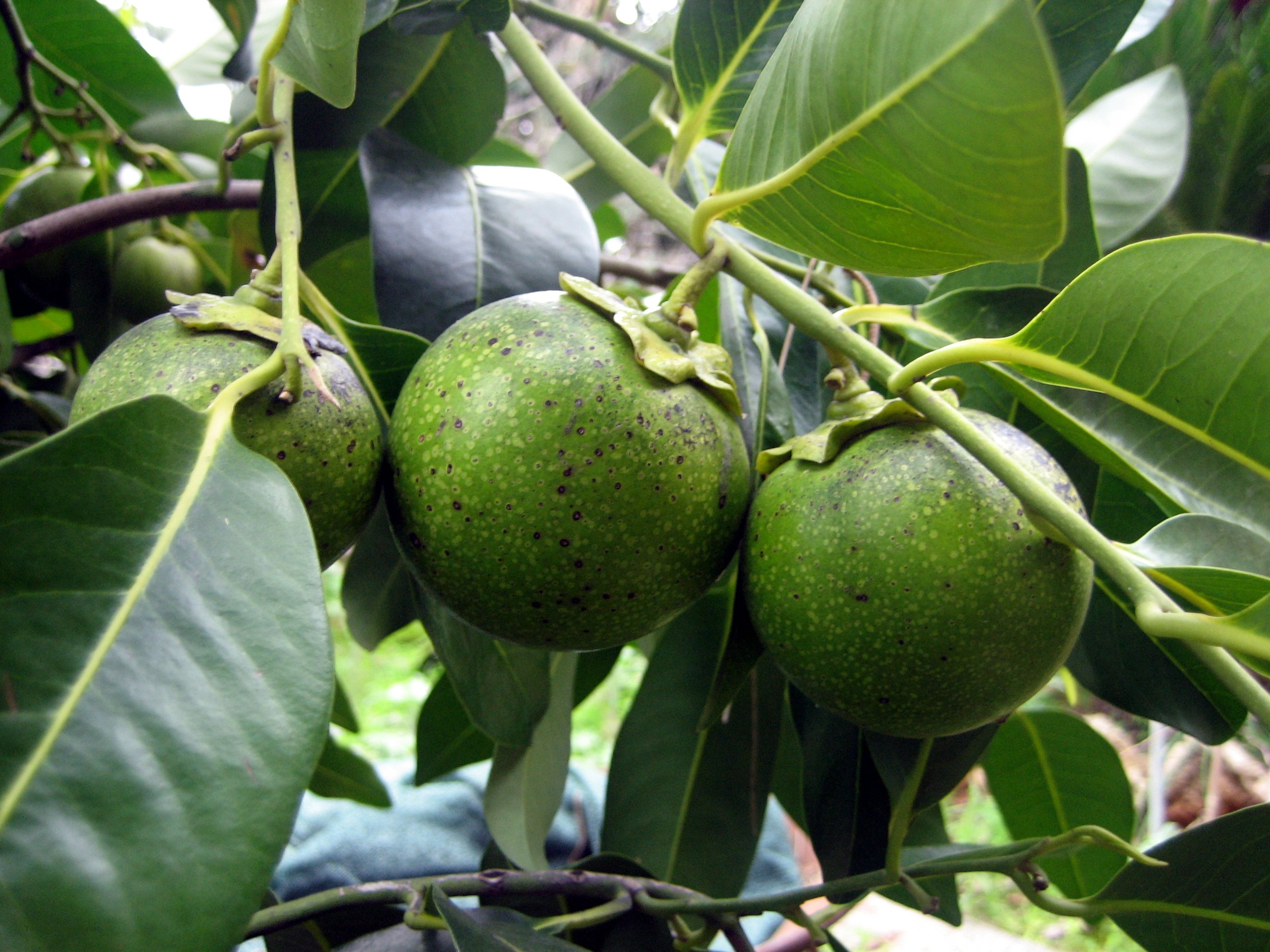
Frutos in situ

## Clasificación y descripción
Pertenece a la familia de las Ebenaceae, es pariente del ébano pero no está emparentado con el zapote de las Sapotaceae, ni con el zapote blanco de las Rutaceae. Es un árbol perennifolio que crece en promedio 10 m aunque puede alcanzar los 25 m de altura. Corteza acanalada, fisurada a escamosa, de color morena oscura o negra. Las hojas son alternas, simples, de forma elíptica u oblonga, con el margen entero de ápice agudo a redondeado y un olor ligeramente dulce. Flores en general tienen un olor a gardenia y son de color blanco cremoso, aunque las femeninas tienen un punto negro en cada pétalo. El fruto es una baya parecida al jitomate y de 5 a 10 cm de diámetro, maduro es de color verde amarillento fuerte, de pulpa marrón con aroma y textura parecido al budín de chocolate, contiene hasta 10 semillas.

## Distribución
Es nativa de México, Costa Rica, El Salvador, Belice, Guatemala, Honduras, Nicaragua, Panamá, Colombia y Ecuador. También cultivado en Venezuela y otros países de Sudamérica.

## Ambiente
Se encuentra formando parte de la selva mediana subperennifolia y subcaducifolia en altitudes que varían desde el nivel del mar hasta los 1 600 m s. n. m. Prospera en suelos arcillosos de origen aluvial, con mal drenaje, en ocasiones pueden ubicarse cerca de corrientes fluviales o lagunas o formar parte de los suelos inundables casi todo el año. Con un requerimiento de temperatura media anual máxima de 25 °C, y una precipitación promedio mínimo de 1 300 mm.

## Estado de conservación
Es una planta que se encuentra de forma cultivada y silvestre, no está en ninguna categoría de la norma 059 de la Secretaría del Medio Ambiente y Recursos Naturales (SEMARNAT) de México. Presenta una amplia distribución desde el sur de México y todo Centroamérica. En Venezuela se cultiva en Cumaná, terrenos de la Fundación ServYr Steven Bloomstein y Robert Albert, quienes le enviaron a Héctor F Aguilar en Mérida edo. Mérida-Venezuela algunos frutos, donde se comienza a cultivar Diospyros nigra (erróneamente llamado Zapote negro porque no es una Sapotaceae) debemos llamarlo Caqui negro o Caqui chocolate. también en Zea, Municipio Santa Cruz de Mora le entregamos dos plántulas, en Mérida ciudad Municipio Libertador en la Escuela Fermín Ruíz Valero sembramos dos plántulas, con registro y seguimiento por el CIRES, (también enviaron Canistel y se comienzan a cosechar sus frutos Mayo 2025) llevamos libro de Registro y manejamos como Banco de Germoplasma, y copia a la Fundación ServYr en Cumaná.

## Taxonomía
La especie fue descrita inicialmente como Sapota nigra por Johann Friedrich Gmelin y publicado en Systema Naturae 750, en 1791, actualmente es tanto un sinónimo como el basónimo de esta; y ulteriormente, sería transferida al género Diospyros por Georges Guerrard Samuel Perrottet en Mémoires de la Société Linnéenne de Paris 3: 113, en 1825.
Etimología
Diospyros: nombre genérico que proviene de (διόσπυρον) del griego Διός "de Zeus" y πυρός "grano", "trigo" por lo que significa originalmente "grano o fruto de Zeus". Los autores de la antigüedad usaron el vocablo con sentidos diversos: Teofrasto menciona un diósp¯yros: "un árbol con pequeños frutos comestibles de huesecillo duro", el que según parece es el almez (Celtis australis L., ulmáceas), y Plinio el Viejo (27.98) y Dioscórides lo usaron como otro nombre del griego lithóspermon, de líthos = piedra y spérma = simiente, semilla, y que habitualmente se identifica con el Lithospermum officinale L. (boragináceas). Linneo tomó el nombre genérico de Dalechamps, quien llamó al Diospyros lotus "Diospyros sive Faba Graeca, latifolia".
nigra: epíteto latino que significa "de color negro".